# 1. Untersuchungsausschuss der 20. Wahlperiode des Deutschen Bundestages
Der 1. Untersuchungsausschuss der 20. Wahlperiode des Deutschen Bundestages, der vom 20. Deutschen Bundestag am 8. Juli 2022 eingesetzt wurde, befasste sich mit den Geschehnissen im Zusammenhang mit dem Abzug der Bundeswehrtruppen aus Afghanistan und der Evakuierung des deutschen Personals, der Ortskräfte und anderer Personen im Zeitraum vom 29. Februar 2020 bis zum 30. September 2021. Ziel war ein Gesamtbild zu Erkenntnissen, Entscheidungsverhalten und Handeln der Bundesregierung und beteiligter Bundesbehörden und Nachrichtendienste, auch im Zusammenwirken mit ausländischen Akteuren. Auch inwiefern die Bundesregierung auf die Umsetzung des Doha-Abkommens und die Gestaltung des Truppenabzugs durch die Vereinigten Staaten Einfluss genommen hat, sollte geklärt werden. Aus den Erkenntnissen sollten Empfehlungen für Konsequenzen gegeben werden. Der Abschlussbericht wurde am 18. Februar 2025 an Bundestagsvizepräsidentin Aydan Özoğuz übergeben.

## Hintergrund
Die Regierungskoalition aus SPD, Bündnis 90/Die Grünen und FDP hatten 2021 in ihrem Koalitionsvertrag 2021 vereinbart, dass sich eine Enquete-Kommission mit dem Afghanistan-Engagement seit 2001 beschäftigen soll. Über die Einsetzung einer solchen Kommission beriet der Bundestag am 8. Juli 2022. Der Antrag auf Einsetzung einer Enquete-Kommission „Lehren aus Afghanistan für das künftige vernetzte Engagement Deutschlands“ wurde am 5. Juli 2022 von den Fraktionen SPD, CDU/CSU, Bündnis 90/Die Grünen und FDP eingebracht, die AfD forderte die Einsetzung einer Enquete-Kommission „Evaluation des ressortübergreifenden Engagements in Afghanistan und Konsequenzen für eine zukünftige Außenpolitik in deutschem Interesse“. Mit den Stimmen von SPD, CDU/CSU, Bündnis 90/Die Grünen und FDP setzte der Bundestag am 8. Juli 2022 die Enquete-Kommission „Lehren aus Afghanistan für das zukünftige vernetzte Engagement Deutschlands“ ein, die AfD und Die Linke stimmten nicht zu. Der AfD-Antrag war von der Tagesordnung abgesetzt worden. Die aus 24 Mitgliedern (zwölf Bundestagsabgeordnete und zwölf Sachverständige) bestehende Enquete-Kommission, die den deutschen Beitrag zur internationalen Mission in Afghanistan zwischen 2002 und 2021 bewerten und Empfehlungen für zukünftige Einsätze geben soll, konstituierte sich am 19. September 2022.

## Antrag
Ein Antrag der AfD-Fraktion auf „Einsetzung eines 1. Untersuchungsausschusses der 20. Wahlperiode zum deutschen politisch-militärisch-zivilen Engagement in Afghanistan 2001 bis 2021“ war am 19. Mai 2022 erstmals im Bundestag erörtert und zur weiteren Beratung in die Ausschüsse überwiesen worden. Der Antrag stieß auf Kritik der anderen Fraktionen. Auf die Beschlussempfehlung des Ausschusses für Wahlprüfung, Immunität und Geschäftsordnung vom 5. Juli 2022 hin wurde dieser Antrag am 7. Juli 2022 im Bundestag abgelehnt.
Am 23. Juni 2022 wurde ein Antrag auf „Einsetzung des 1. Untersuchungsausschusses der 20. Wahlperiode“ von den Fraktionen von SPD, CDU/CSU, Bündnis 90/Die Grünen und FDP gemeinsam eingebracht; demnach sollte der 20. Deutsche Bundestag die Einrichtung eines Untersuchungsausschusses gemäß Art. 44 des Grundgesetzes beschließen. Ziel sollte sein, die Umstände des Abzugs der Bundeswehrtruppen aus Afghanistan im August 2021 aufzuklären. Dem Untersuchungsausschuss sollten zwölf ordentliche Mitglieder und eine entsprechende Anzahl von stellvertretenden Mitgliedern angehören. Der Antrag wurde am 23. Juni 2022 zur weiteren Beratung an den Ausschuss für Wahlprüfung, Immunität und Geschäftsordnung überwiesen; auf seine Beschlussempfehlung vom 5. Juli 2022 hin wurde dieser Antrag am 7. Juli 2022 im Bundestag mit den Stimmen der Fraktionen von SPD, Bündnis 90/Die Grünen, FDP und CDU/CSU angenommen, die Fraktion der AfD votierte gegen die Einsetzung, die Fraktion Die Linke enthielt sich.

## Ziel
Der Untersuchungsauftrag umfasste 38 Punkte. Im Ergebnis sollte ein Gesamtbild entstehen zum Entscheidungsverhalten der Bundesregierung im Zusammenhang mit dem Abzug der Bundeswehr und anderer NATO-Kräfte und Diplomaten sowie der Evakuierung von Menschen im Zusammenhang mit der Machtübernahme der Taliban in Afghanistan im Zuge des Doha-Abkommens. Der Untersuchungsausschuss sollte zudem Empfehlungen geben.

## Mitglieder
Dem Gremium gehörten zwölf ordentliche Mitglieder sowie deren Stellvertreter und Stellvertreterinnen, entsprechend der Stärke der Fraktionen, an. Je drei Mitglieder stellten die SPD-Fraktion und die CDU/CSU-Fraktion, jeweils zwei die Fraktionen von Bündnis 90/Die Grünen und FDP, sowie je ein Mitglied die Fraktionen von AfD und Die Linke.
Zum Start der Arbeit waren folgende Abgeordnete Mitglied des Ausschusses:
- SPD: Ralf Stegner (Vorsitzender), Jörg Nürnberger (Sprecher), Gülistan Yüksel; Stellvertreter: Hakan Demir, Rainer Keller, Rebecca Schamber[16]
- CDU/CSU: Thomas Erndl (stellv. Vors.), Thomas Röwekamp (Obmann), Nicolas Zippelius; Stellvertreter: Michael Brand, Kerstin Vieregge, Mechthilde Wittmann
- Bündnis 90/Die Grünen: Robin Wagener (Obmann), Sara Nanni; Stellvertreter: Canan Bayram, Jamila Schäfer
- FDP: Alexander Müller (Obmann), Ann-Veruschka Jurisch; Stellvertreter: noch nicht benannt
- AfD: Stefan Keuter (Obmann), Stellvertreter: Hannes Gnauck
- Die Linke: Ali Al-Dailami, Stellvertreterin: Clara Bünger

Änderungen in der Besetzung nach Beginn der Ausschusstätigkeit:
- Rainer Keller, stellvertretendes Mitglied für die SPD, verstarb im September 2022. Für ihn rückte im November 2022 Andreas Philippi nach. Dieser wiederum schied im Januar 2023 aus dem Bundestag aus. Die SPD benannte im Februar 2023 Nadja Sthamer als stellvertretendes Mitglied.[16]
- Die FDP-Fraktion benannte Nils Gründer und Frank Müller-Rosentritt als Stellvertreter.
- Die Fraktion Die Linke benannte nachträglich die Abgeordnete Clara Bünger als Obfrau und Ali Al-Dailami wurde zum stellvertretenden Mitglied.
- Alexander Müller schied aus, Peter Heidt wurde von der FDP als ordentliches Mitglied entsandt. Ann-Veruschka Jurisch wurde FDP-Obfrau.
- Robin Wagener schied im März 2023 aus dem Untersuchungsausschuss aus. Für Bündnis 90/Die Grünen wurde Helge Limburg stellvertretendes Mitglied. Sara Nanni wurde Obfrau (zuvor ordentliches Mitglied), Canan Bayram wurde ordentliches Mitglied.[17]
- Hannes Gnauck schied 2023 aus, dafür rückte Joachim Wundrak nach.
- Die Abgeordneten der Linken schieden nach der Auflösung ihrer Fraktion aus.

## Zeugen im Untersuchungsausschuss
Zu den Zeugen, die der Bundestagsuntersuchungsausschuss von September 2022 bis Dezember 2024 befragte, zählten Ansgar Meyer, Axel Zeidler, Eva Högl, Claudius Fischbach, Emily Haber, Mohammad Hanif Atmar, Jens Arlt, Jan Hendrik van Thiel, Markus Potzel, Jasper Wieck, Tanja Gönner, Thorsten Schäfer-Gümbel, Erich Pfeffer, Bernd Schütt, Detlef Wächter, Ole Diehl, Claudia Warning, Dagmar Busch, Jens Plötner, Christophe Eick, Tania Freiin von Uslar-Gleichen, Bruno Kahl, Eberhard Zorn, Gerd Hoofe, Benedikt Zimmer, Martin Jäger, Hans-Georg Engelke, Helmut Teichmann, Antje Leendertse, Miguel Berger, Horst Seehofer, Wolfgang Schmidt, Annegret Kramp-Karrenbauer, Olaf Scholz, Gerd Müller, Heiko Maas, Helge Braun und Angela Merkel.

## Sachverständige im Untersuchungsausschuss
Sachverständige im Untersuchungsausschuss des 20. Deutschen Bundestags waren Hans-Hermann Dube, Katja Mielke, Conrad Schetter, Sandra Petersmann, Mariam Safi, Ellinor Zeino, Hans-Lothar Domröse, Fatima Gailani, Hosna Jalil, Markus Kaim, Franz J. Marty und Daniel Zerbin.

## Sitzungen des Untersuchungsausschusses
Der Untersuchungsausschuss tagte ab Juli 2022. Die Zusammenkünfte waren zumeist getrennt in nicht-öffentliche und öffentliche Termine. Getagt wurde im Europasaal des Paul-Löbe-Hauses.
Bei den nicht-öffentlichen Sitzungen standen als Themen jeweils der Stand der Erfüllung von Beweisbeschlüssen, die Beratung und Beschlussfassung über Beweisanträge, die jeweils anschließenden Beweisaufnahmen. das weitere Vorgehen sowie Verschiedenes auf der Tagesordnung.
Für die Teilnahme an den öffentlichen Sitzungen war eine Anmeldung mit Namen und Geburtsdaten im Ausschusssekretariat nötig; die Daten wurden im polizeilichen Informationssystem INPOL-neu überprüft und für die Einlasskontrolle verwendet. Nach Beendigung des Besuches wurden die Daten vernichtet. Das öffentliche Interesse war zumeist gering.

### Sitzungstermine 2022–2024
| Sitzungen im Jahr 2022                   |
| 01. Sitzung und 2. Sitzung: 8. Juli 2022 |
| 03. Sitzung: 8. September 2022           |
| 04. und 5. Sitzung: 22. September 2022   |
| 06. und 7. Sitzung: 29. September 2022   |
| 08. und 9. Sitzung: 13. Oktober 2022     |
| 10. und 11. Sitzung: 20. Oktober 2022    |
| 12. und 13. Sitzung: 10. November 2022   |
| 14. Sitzung: 24. November 2022           |
| 15. und 16. Sitzung: 1. Dezember 2022    |
| 17. und 18. Sitzung: 15. Dezember 2022   |

| Sitzungen im Jahr 2023                           |
| 19. und 20. Sitzung: 19. Januar 2023             |
| 21. und 22. Sitzung: 26. Januar 2023             |
| 23. und 24. Sitzung: 9. Februar 2023             |
| 25. und 26. Sitzung: 2. März 2023                |
| 27. und 28. Sitzung: 16. März 2023               |
| 29. und 30. Sitzung (öffentlich): 30. März 2023  |
| 31. und 32. Sitzung (öffentlich): 20. April 2023 |
| 33. und 34. Sitzung: 27. April 2023              |
| 35. und 36. Sitzung (öffentlich): 11. Mai 2023   |
| 37. und 38. Sitzung: 25. Mai 2023                |
| 39. und 40. Sitzung: 15. Juni 2023               |
| 41. und 42. Sitzung: 22. Juni 2023               |
| 43. und 44. Sitzung: 6. Juli 2023                |
| 45. und 46. Sitzung: 21. September 2023          |
| 47. und 48. Sitzung: 28. September 2023          |
| 49. und 50. Sitzung: 12. Oktober 2023            |
| 51. und 52. Sitzung: 19. Oktober 2023            |
| 53. und 54. Sitzung: 9. November 2023            |
| 55. und 56. Sitzung: 16. November 2023           |
| 57. und 58. Sitzung: 14. Dezember 2023           |

| Sitzungen im Jahr 2024                  |
| 59. und 60. Sitzung: 18. Januar 2024    |
| 61. und 62. Sitzung: 1. Februar 2024    |
| 63. und 64. Sitzung: 22. Februar 2024   |
| 65. und 66. Sitzung: 14. März 2024      |
| 67. und 68. Sitzung: 21. März 2024      |
| 69. und 70. Sitzung: 11. April 2024     |
| 71. und 72. Sitzung: 25. April 2024     |
| 73. und 74. Sitzung: 16. Mai 2024       |
| 75. und 76. Sitzung: 6. Juni 2024       |
| 77. und 78. Sitzung: 13. Juni 2024      |
| 79. und 80. Sitzung: 27. Juni 2024      |
| 81. und 82. Sitzung: 4. Juli 2024       |
| 83. Sitzung: 10. September 2024         |
| 84. und 85. Sitzung: 26. September 2024 |
| 86. und 87. Sitzung: 10. Oktober 2024   |
| 88. und 89. Sitzung: 17. Oktober 2024   |
| 90. und 91. Sitzung: 7. November 2024   |
| 92. und 93. Sitzung: 14. November 2024  |
| 94. und 95. Sitzung: 28. November 2024  |
| 96. und 97. Sitzung: 5. Dezember 2024   |

### Sitzungen im Jahr 2022

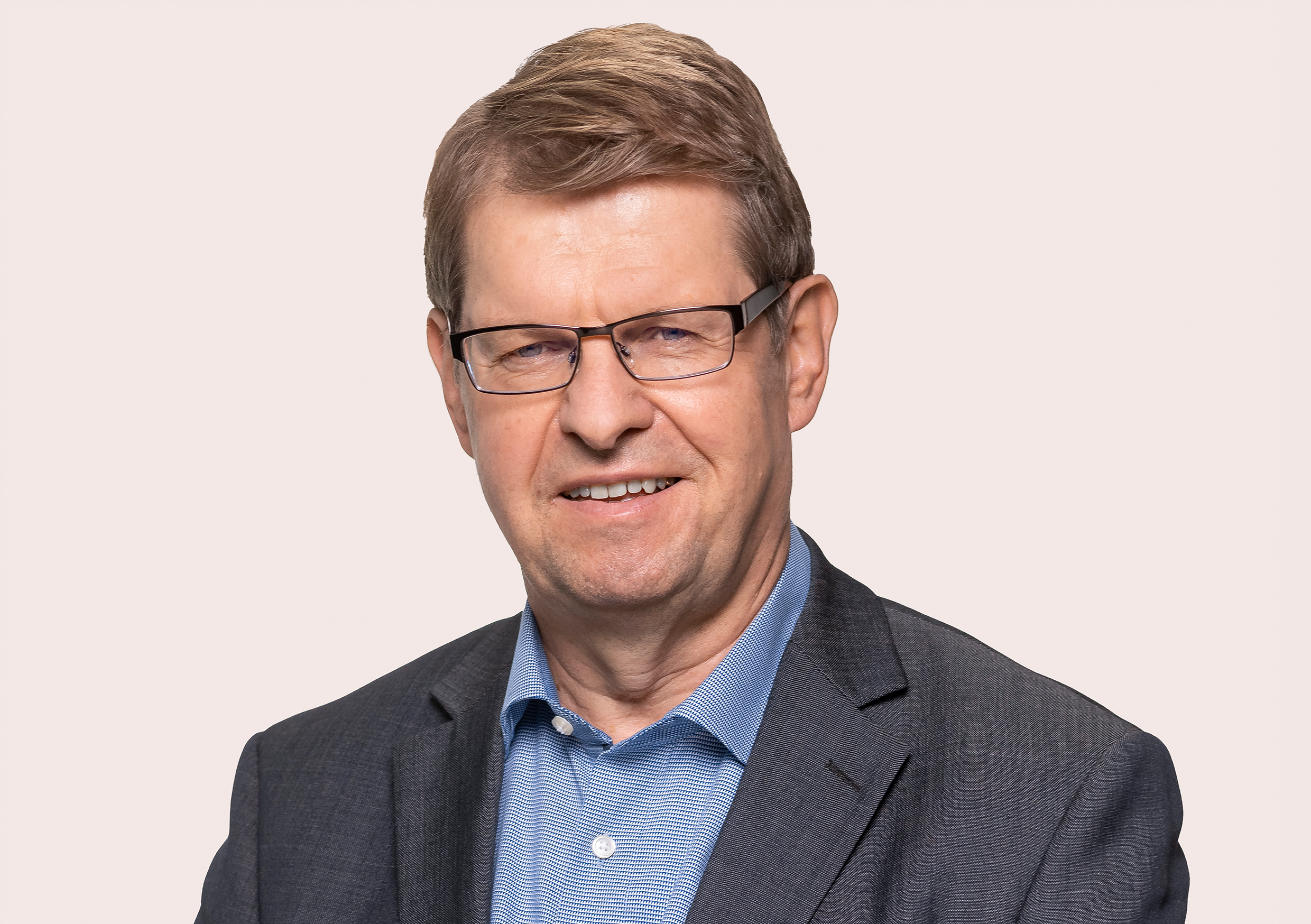
Ralf Stegner (2021)

Der Untersuchungsausschuss konstituierte sich am 8. Juli 2022. Zum Vorsitzenden wurde in geheimer Abstimmung Ralf Stegner gewählt. In der ersten Sitzung ging es zudem darum, Beweisanträge einzuleiten.
Im September 2022 wurde die Arbeit des Ausschusses fortgesetzt; eine erste, öffentliche Sachverständigenanhörung fand am 22. September 2022 statt. Zur ersten Sachverständigenanhörung waren Hans-Hermann Dube (GTZ/GIZ), Katja Mielke und Conrad Schetter (Bonn International Centre for Conflict Studies), Sandra Petersmann (Deutsche Welle), Mariam Safi (Organization for Policy Research and Development Studies), Ellinor Zeino (Konrad-Adenauer-Stiftung), Hans-Lothar Domröse (General a. D.), Fatima Gailani und Hosna Jalil (afghanische Politikerinnen), Markus Kaim (Stiftung Wissenschaft und Politik), Franz J. Marty (Journalist) und Daniel Zerbin (Landtag des Landes Nordrhein-Westfalen) als Sachverständige zum Thema „Lage in Afghanistan zum Zeitpunkt des Doha-Abkommens“ geladen; einige hatten vorab Stellungnahmen schriftlich eingereicht.
Mit dieser öffentlichen Anhörung nahm der Untersuchungsausschuss seine inhaltliche Arbeit auf. Thema der Sachverständigen war die Lage der Zivilgesellschaft und die Stabilität der Institutionen in der Zeit des Truppenabzugs. Schetter, Mielke, Safi, Dube, Zeino, Domröse, Kaim, Marty, Gailani und Zorbin äußerten sich dazu in der mehrstündigen Sitzung unter Leitung Ralf Stegners.
Zur 7. Sitzung, die am 29. September 2022 öffentlich stattfand, waren zur ersten Zeugenvernehmung Vertreter des Bundesministeriums der Verteidigung geladen, nämlich der Referatsleiter und ein Referent aus dem Bereich „Krisenfrüherkennung; Sicherheits- und Bedrohungsbeurteilung weltweit; Steuerung Nachrichtenmanagement und Aufklärung“ (SE I 3) der Abteilung „Strategie und Einsatz“, sowie der Leiter der „Einsatzgruppe Afghanistan, Einsatzführungskommando“. Der Ausschuss befragte einen Lagereferenten des Bundesministeriums der Verteidigung (BMVg), der im Untersuchungszeitraum in der Abteilung „Strategie und Einsatz“ mit für die Lagebeobachtung und Lageberichterstattung zuständig war. Ein bis Oktober 2020 als Leiter der Abteilung Strategie und Einsatz tätiger Oberleutnant der Bundeswehr, der 2014/2015 selbst in Afghanistan gedient hatte, gab Auskunft über die Arbeit seines Teams, das Lageberichte vor Ort anfertigte. Da er nicht bis zum Abzug der deutschen Truppen im August 2021 in dieser Funktion tätig war, konnte er oft Fragen im Ausschuss nicht beantworten. Ein Referatsleiter im Militärischen Nachrichtenwesen („Führungsgrundgebiet 2“) beim BMVg, der bis Ende 2020 die Lagebewertungen in Afghanistan vorbereitet hatte, wurde ebenfalls als Zeuge vernommen.
Zur 9. Sitzung, die am 13. Oktober 2022 öffentlich stattfand, waren als Zeugen der ehemalige Gesandte in der Deutschen Botschaft Kabul, ein ehemaliger Referent in der Deutschen Botschaft Islamabad, ein Referent in der Ständigen Vertretung bei der NATO in Brüssel sowie ein ehemaliger Leiter des Referats „Bilaterale und EU-Beziehungen zu Afghanistan, Pakistan“ (AP-05) des Auswärtiges Amts geladen. Befragt wurden am 13. Oktober 2022 der ehemalige Gesandte in der Deutschen Botschaft Kabul, der sich zum Doha-Abkommen und zur Sicherheitslage in Afghanistan äußerte, sowie ein ehemaliger Referent in der Deutschen Botschaft in Islamabad, der zur Rolle Pakistans, Nachbarland Afghanistans, gegenüber Afghanistan, dem internationalen Engagement dort, dem Doha-Abkommen und den Taliban aussagte. Der Gesandte war bis Mitte Juni 2021 in Kabul beschäftigt. Er gab an, dass sich die Sicherheitslage kontinuierlich verschlechtert habe, der Abzug gemäß dem Doha-Abkommen habe die Situation weiter verschärft. Evakuierungspläne für das Botschaftspersonal und Ortskräfte seien vorhanden gewesen, jedoch keine Entscheidung über eine Evakuierung getroffen worden.
Die 11. Sitzung fand am 20. Oktober 2022 öffentlich statt. Zu ihr waren zur Zeugenvernehmung der Referent der Ständigen Vertretung bei der NATO in Brüssel sowie ein ehemaliger Leiter des Referats für „Bilaterale und EU-Beziehungen zu Afghanistan, Pakistan“ im Auswärtigen Amt geladen. Die Befragung begann mit dem ehemaligen Referenten der Ständigen Vertretung Deutschlands bei der NATO. Ein Vertreter des Auswärtigen Amtes wies darauf hin, dass die Sitzung ggf. nicht öffentlich fortgeführt werden könne, sollte aus den Dokumenten des Amts zitiert werden. Im zweiten Teil wurde der ehemalige Leiter des Afghanistan/Pakistan-Referats beim Auswärtigen als Zeuge vernommen.
Am 10. November 2022 fand die 13. Sitzung statt. Die Zeugenvernehmungen einer ehemaligen Ortskraft der Bundeswehr in Afghanistan sowie des Vorsitzenden des Patenschaftsnetzwerks Afghanische Ortskräfte standen auf der Tagesordnung. Der zunächst als Ortskraft tätige Zeuge hatte ab dem Jahr 2015 für die Bundeswehr TV-Sendungen produziert, die im afghanischen Fernsehen über die Grausamkeiten der Taliban informieren sollten. Ein zweiter Zeuge hatte zwischen 2005 und 2014 bei der Produktion von TV-Beiträgen als Editor gearbeitet, allerdings für die NATO und nicht für die Bundeswehr, weshalb der Ausschuss ihn nicht weiter befragte. Die Zeugenbefragung des Vorsitzenden des Patenschaftsnetzwerks Afghanische Ortskräfte wurde vertagt.
Für die Sitzung am 1. Dezember 2022 waren die Zeugenvernehmungen des Leiters des Referates „Afghanistan/Pakistan“ im Bundesministerium für wirtschaftliche Zusammenarbeit und Entwicklung sowie eines Referenten im Referat „Bilaterale Beziehungen zu den Staaten des Nahen und Mittleren Ostens, des Maghreb, Asiens, des Pazifiks und Lateinamerikas“ des Bundeskanzleramtes vorgesehen. Der Referatsleiter des Bundesministeriums für wirtschaftliche Zusammenarbeit und Entwicklung hatte ab dem Jahr 2020 die Entwicklungszusammenarbeit in der deutschen Botschaft in Kabul koordiniert, vor dieser Zeit war er zeitweise auch für das Ortskräfteverfahren verantwortlich. Er berichtete, dass die Entwicklungszusammenarbeit schon vor dem Jahr 2021 erschwert gewesen sei. Man habe die Projekte auch nach einem militärischen Abzug aus dem Land weiterführen wollen, was die Taliban jedoch nicht unterstützten. Zu Diskrepanzen zwischen internen Lagebewertungen und den an den Bundestag gegebenen Informationen befragt, erklärte der Zeuge, man habe nicht den Eindruck eines Rückzugs erwecken wollen, um die Lage nicht noch zu eskalieren. Das Ministerium sei wegen zu erwartender Schwierigkeiten gegen eine Ausweitung des Berechtigtenkreises beim Ortskräfteverfahren gewesen, zusammen wären 1500 Menschen für IZ und KfW tätig gewesen. Bis zu 18 Monate hätten Betroffene auf ein Visum zur Ausreise warten müssen. Der ebenfalls als Zeuge befragte Referent im Bundeskanzleramt berichtete, Ziele seien ein konditionsbasierter Abzug und Friedensgespräche innerhalb des Landes gewesen. Sowohl die politische Lage nach der Präsidentschaftswahl in Afghanistan 2019 als auch die vor der Präsidentschaftswahl in den Vereinigten Staaten 2020 hätten die Situation verkompliziert.
Zur 18. Sitzung am 15. Dezember 2022 wurden zur Vernehmung als Zeugen eine Ortskraft der Kreditanstalt für Wiederaufbau (KfW) und ein Mitarbeiter von Caritas International geladen. Die als Ortskraft Tätige berichtete über ihre Tätigkeit für die KfW und über die Schwierigkeiten, Afghanistan zu verlassen und Unterstützung für die im Land verbliebenen Angehörigen zu erhalten. Sie sagte auch aus über die Lage geflüchteter Ortskräften in Deutschland. Sie bereue, dass sie drei Jahre für diese Organisation gearbeitet habe. Auch bei der Befragung des Mitarbeiters von Caritas International ging es um die Ortskräfte, deren Lage sich, so der Zeuge, ab dem Jahr 2014 kontinuierlich und ab Ende 2020 besonders schnell verschlechtert habe.

### Sitzungen im Jahr 2023
Für die erste Sitzung im Jahr 2023 war am 19. Januar 2023 die Befragung einer Ortskraft der Gesellschaft für internationale Zusammenarbeit (GIZ), einer Ortskraft des Goethe-Instituts und eines Zeugen des BND (Bereich Beschaffung) geplant. Der Mitarbeiter der GIZ berichtete, dass er nach dem DOHA-Abkommen mit einer Bestrafung durch die Taliban wegen seiner Tätigkeit gerechnet hätte, aber nie das Land verlassen wollte. Nach der Machtübernahme aber wurde er bedroht und auch auf offener Straße angeschossen; Mitarbeiter der Organisation Kabul Luftbrücke hätten ihn dann nach Pakistan gebracht. Eine weitere Zeugin war für das Goethe-Institut in Kabul und als Lehrkraft für Deutsch die deutsche Sprache tätig sowie später für die Konrad-Adenauer-Stiftung. Sie war nach der Übernahme Kabuls nach Taschkent und dann nach Frankfurt/Main evakuiert worden; ihre Kollegen seien mit Hilfe des Goethe-Instituts evakuiert worden. Der Mitarbeiter des BND wurde in nichtöffentlicher Sitzung befragt.
Auf der Tagesordnung der 22. Sitzung am 26. Januar 2023 stand die Befragung des Vorsitzenden des Patenschaftsnetzwerks Afghanische Ortskräfte sowie eines Zeugen des BND (Bereich Auswertung). Bei der Sitzung forderte der Vorsitzende des Patenschaftswerks Afghanische Ortskräfte ein „Ortskräfte-Konzept“, das Mitarbeiter besser schützt.
Die Tagesordnung der 24. Sitzung sah die Zeugenvernehmung eines Brigadegenerals vor, eines Angehörigen der „Division Schnelle Kräfte“ der Bundeswehr und eines Angehörigen des Bundesnachrichtendienstes. Vor dem Untersuchungsausschuss sagte Brigadegeneral Ansgar Meyer am 9. Februar 2023 aus, der von der Bundeskanzlerin Angela Merkel den Auftrag bekommen hatte, einen geordneten Abzug zu organisieren. Er habe im April 2021 Außenminister Heiko Maas bei dessen Besuch über die kritische Sicherheitslage aufgeklärt. Bei langfristiger Planung des Abzugs hätten seiner Aussage nach auch die Ortskräfte zusammen mit der Bundeswehr ausgeflogen werden können, er hätte sich jedoch gegen die Evakuierung der 300 Ortskräften und ihrer Familien ausgesprochen, da diese die Eigensicherung der Bundeswehr gefährdet hätte. Als weitere Zeuge sagte ein Oberstleutnant der Bundeswehr aus, der die Evakuierungsoperation in Afghanistan von Deutschland aus im Frühjahr 2021 geplant hatte. In geheimer Sitzung wurde ein Mitarbeiter des Bundesnachrichtendienstes angehört.
Einziger Tagesordnungspunkt der 26. Sitzung war eine öffentliche Anhörung von Experten zum Thema „Das Ende des Afghanistan-Einsatzes – Perspektiven der Partner im westlichen Bündnis“. Dazu gaben John F. Sopko (U.S. Special Inspector General for Afghanistan Reconstruction (SIGAR)) und David H. Young (Team Lead, SIGAR Lessons Learned Program) vorab eine schriftliche Stellungnahme ab. Bei der Anhörung am 2. März 2023 gaben sie an, dass der Zusammenbruch der afghanischen Regierung durch das Doha-Abkommen und den Abzug der US-Truppen beschleunigt wurde. Die Regierung Afghanistans sei durch die Nichtbeteiligung am Abkommen von Doha geschwächt, das Abkommen selbst schwach gewesen. Allerdings wäre auch bei einer längeren Anwesenheit internationaler Truppen kaum ein anderes Ergebnis möglich gewesen. Vor erneuten derartigen Einsätzen müsse geklärt sein, wie wichtig dieses Land für die eigene Sicherheit sei. Young meinte, dass in Afghanistan beim absehbaren Regimewechsel oder der Eroberung einer Provinz durch den Feind viele die Seiten wechseln würden, was die Taliban für ihre psychologische Kriegsführung ausgenutzt hätten, viele Soldaten wurden von ihnen überzeugt, sich zu ergeben, anstatt für eine verlorene Sache ihr Leben zu lassen. John D. Manza und Stefano Pontecorvo, beide Experten der NATO, berichteten über die Ereignisse in Kabul vor dem Einmarsch der Taliban. Stefano Pontecorvo, Ziviler Repräsentant der NATO, gab an, dass die Evakuierung dadurch erschwert wurde, dass die Truppen der Vereinigten Staaten und des Vereinigten Königreichs nicht mehr unter NATO-Kontrolle gestanden hätten. Manza, der als Sekretär der NATO für die Operationen verantwortlich war, erklärte, es sei zu viel Geld für eine nicht nachhaltige Entwicklung ausgegeben worden. Insgesamt habe der Afghanistan-Einsatz zu keinem Zeitpunkt Erfolgsaussichten gehabt, auch weil die Kultur den westlichen Vorstellungen fremd gewesen und eine Entwicklung des Landes nicht möglich gewesen sei. Manza sprach vom Aufbau einer „Fake-Wirtschaft“. Der Einfluss auf gescheiterte Staaten sei gering.
Die Tagesordnung der 28. Sitzung am 16. März 2023 sah die Zeugenvernehmung des Leiters des Referats SE I 5 (Spezialkräfte der Bundeswehr und Nationales Risiko- und Krisenmanagement, BMVg), des Leiters des Referats SE III 4 (Logistische Einsatzplanung, BMVg) und des Referenten SE II 1 (Einsatzplanung, Abzugsplanung, BMVg) vor. Der befragte Leiter des Referats SE I 5 im Bundesverteidigungsministerium war zuständig für die Entsendung von Krisenunterstützungsteams und die Entwicklung von Einsatzkonzepten. Er gab an, es hätte seit dem 22. April 2021 eine Planung für Evakuierungen aus Afghanistan gegeben. Teil der Eventualplanungen sei auch eine mögliche Schließung von Stützpunkten der Bundeswehr in Afghanistan gewesen; am 15. August 2021 wäre der Evakuierungsbeschluss gefallen. Der Leiter des Referates SE III 4 bezeichnete vor dem Untersuchungsausschuss die Rückverlegung des Materials der Bundeswehr nach der Beendigung des Einsatzes als hervorragend gelungen. Diese seien auch mit zivilen Maschinen von Vertragspartnern durchgeführt worden. Er gab auf Nachfrage an, es wäre logistisch durchaus möglich gewesen, nach dem Doha-Abkommen auch 11.000 Ortskräfte auszufliegen. Der Mitarbeiter aus dem Referat SE II 1 gab an, dass der Doha-Prozess alle überrascht habe, außer den beiden Vertragspartner des Abkommens sei niemand informiert gewesen.
Auf der Tagesordnung der 30. Sitzung stand die Zeugenvernehmung des Deutschen Botschafters in Afghanistan, des Leiters des Krisenreaktionszentrums im Auswärtigen Amt sowie des Leiters des Referats „Grundsatzfragen der Verteidigungs- und Sicherheitspolitik, Atlantisches Bündnis, bilaterale sicherheitspolitische Konsultationen (außer zu EU-Staaten)“ im Auswärtigen Amt. Der von Juni 2020 bis Juni 2021 in Kabul als Botschafter tätige Axel Zeidler berichtete, er habe im November 2020 im Auswärtigen Amt auf Referatsleiterebene auf Pläne für den Fall einer Krise in Kabul gedrängt, im März 2021 sei ein Krisenvorsorgeteam in Kabul gewesen. Der als Zeuge befragte Leiter des Krisenreaktionszentrums im Auswärtigen Amt hatte dem Krisenvorsorgeteam angehört, das im März 2021 in die Kabuler Botschaft reiste. Aus politischem Interesse sei die Botschaft offen gehalten worden, mit den Vereinigten Staaten sie vereinbart gewesen, das deutsche Personal im Notfall mit amerikanischen Hubschraubern zum Flughafen zu bringen. Als dritter Zeuge befragt wurde der Leiter des Referats „Grundsatzfragen der Verteidigungs- und Sicherheitspolitik, Atlantisches Bündnis, bilaterale Konsultationen (außer EU-Staaten)“ erläuterte die Kommunikations- und Entscheidungsstrukturen der NATO. Er gab an, dass das Drängen der deutschen Bundesregierung auf eine gemeinsame Lageeinschätzung nur „taktische Erfolge“ gehabt hätte, da US-Präsident Joe Biden bei seinen Entscheidungen die Interessen seines Landes vertreten würde; auch wenn die amerikanische Regierung die Argumente Deutschlands angehört habe sei das Ergebnis das gleiche geblieben.
Die Tagesordnung der 32. Sitzung am 20. April 2023 sah die Zeugenvernehmung eines Mitarbeiters des Bundeskanzleramts, Leiter des Referats für „Bilaterale Beziehungen zu den Staaten des Nahen und Mittleren Ostens, des Maghreb, Asiens, des Pazifiks und Lateinamerikas“ vor sowie Zeugenaussagen zweier Mitarbeiter des Bundesnachrichtendienstes. Der Zeuge aus dem Bundeskanzleramt beschrieb seine Aufgabe als „koordinieren und zusammenführen“ der Sichtweisen der beteiligten Ressorts, die Zusammenarbeit sei sehr gut gewesen. Er bezeichnete das Doha-Abkommen als Kehrtwende in der bis dahin geübten Praxis, die Politik auf Fortschritte in Afghanistan auszurichten. Während die deutsche Bundesregierung bei der alten afghanischen Regierung einen guten Ruf gehabt hätte, wären die Verhandlungen mit den Taliban sehr schwer gewesen. Angela Merkel habe die Idee von innerafghanischen Friedensverhandlungen in Deutschland unterstützt; dass das Auswärtige Amt diese Idee negativ beurteilte überraschte den Zeugen in der Vernehmung. Seiner Meinung nach hätte den afghanischen Ortskräften das Verlassen des Landes angeboten werden können, jedoch hätten sich das Auswärtige Amt, das Bundesministerium für wirtschaftliche Zusammenarbeit und Entwicklung und die afghanische Regierung dagegen ausgesprochen. Die zwei Mitarbeiter des BND wurden nicht öffentlich vernommen.
Die Zeugenvernehmung des „Leiters Risk Management Office Kabul“ der Gesellschaft für Internationale Zusammenarbeit (GIZ) sowie des Referatsleiters für Zentralasien, Afghanistan und Pakistan im Bundesministerium für wirtschaftliche Zusammenarbeit und Entwicklung (BMZ) standen auf der Tagesordnung der 34. Sitzung. Der Mitarbeiter im Risk Management Office (RMO) der GIZ, das weltweit für Evakuierungen des deutschen und internationalen Personals der GIZ zuständig ist, berichtete dem Untersuchungsausschuss am 27. April 2023, dass das RMO nur für eine Evakuierung des internationalen Personals Pläne hatte, nicht für die Ortskräfte, auch weil es dafür bis zum 18. August 2021 keine gesetzliche Grundlage gab. Der Mitarbeiter des BMZ führte aus, dass noch immer an Gefährdungsanträgen der Ortskräfte gearbeitet werde. Er beurteilte das BMZ als in dieser Aufgabe „nicht genug vorbereitet“ und „überfordert“. Das BMZ, das die Verschlechterung der Sicherheitslage in Afghanistan klar erkannte, hatte sich gegen eine Evakuierung der Ortskräfte ausgesprochen, um die Entwicklungszusammenarbeit auch nach der Regierungsübernahme der Taliban fortzuführen.
Die Tagesordnung der 36. Sitzung sah für den 11. Mai 2023 die Zeugenvernehmung eines Referenten im Referat „Militärpolitik und Einsatz Region Asien, Ozeanien und Amerika“ des Bundesverteidigungsministeriums sowie des Leiters des „Referates Auswertung AFG und PAK“ des Bundesnachrichtendienstes vor.
Der erste Zeuge, Oberstleutnant im Bundesverteidigungsministerium (BMVg), war zwischen 2016 und 2022 verantwortlich für das Ortskräfteverfahren. Er wies Kritik am BMVg bezüglich des Ortskräfteverfahrens zurück. Der Versuch seines Ministeriums, ein beschleunigtes Verfahren durchzusetzen, habe bis April 2021 beim BMI, AA und BMZ nicht gehört worden. Das Verfahren zur Evakuierung der Ortskräfte sei zu umständlich und langwierig gewesen.
Am 25. Mai 2023 tagte der Untersuchungsausschuss zum 38. Mal. Auf der Tagesordnung standen drei Zeugenvernehmungen. Befragt werden sollten der Referatsleiter im Referat „Militärpolitik und Einsatz Region Asien, Ozeanien und Amerika“ des Bundesministeriums für Verteidigung, der Referatsleiter des Referates „Visum- und Einreisepolitik“ des Bundesministeriums des Inneren sowie der Leiter der Internen Revision des Bundesnachrichtendienstes. Der Referatsleiter des Bundesinnenministeriums sagte aus, es schwer machbar gewesen sei, die Ortskräfte schneller nach Deutschland zu bringen, es habe sich „um einen bis dahin beispiellosen Fall“ gehandelt. Sein Referat habe Bedenken gegen vom Auswärtigen Amt ins Spiel gebrachte Anwendung der „Visa-on-Arrival-Prozedur“, da eine Kettenreaktion mit unkontrolliertem Zuzug aus Afghanistan befürchtet wurde; auch wäre eine Sicherheitsprüfung so nicht möglich gewesen. Das Bundesinnenministerium habe stattdessen die Einbeziehung der International Organization for Migration vorgeschlagen, jedoch sei dies letztlich an der fehlenden Zeit gescheitert. Nach Aussage des Leiters des Referats „Militärpolitik und Einsatz Region Asien, Ozeanien und Amerika“ im Bundesverteidigungsministerium, eines Berufssoldaten mit 20-jähriger Afghanistan-Erfahrung, seien alle Alliierten von den militärischen Fähigkeiten der USA abhängig gewesen. Vom Doha-Abkommen sei man überrascht worden. Der als Zeuge geladene Sachgebietsverwalter des Bundesnachrichtendienstes (BND) hatte im Auftrag des Präsidenten des BND einen Bericht verfasst zu möglichen Mängeln bei Lageanalysen und Prognosen im Untersuchungszeitraum. Im Bericht wurde festgestellt, dass die Berichte des BND in der Sache korrekt gewesen seien. Auch die Entwicklung in Afghanistan habe man richtig vorausgesehen, allerdings zeitlich falsch.
Für die am 15. Mai 2023 vorgesehene 40. Sitzung des Untersuchungsausschusses sieht die Tagesordnung die Befragung eines Mitglieds der Arbeitsgruppe „Aufenthaltsrecht und humanitäre Aufnahme“ des Bundesministeriums für Inneres und Heimat (BMI), des Leiter des Referates „Internationale grenzpolizeiliche Angelegenheiten“, Geschäftsstelle AG Internationale Polizeimissionen des BMI sowie eines Einsatzgruppenleiters im Einsatzführungskommando der Bundeswehr vor. Eine ehemalige Mitarbeiterin der Arbeitsgruppe „Aufenthaltsrecht und humanitäre Aufnahme“ des BMI gab zum Ortskräfteverfahrenan, es wäre ihre Aufgabe, darauf zu achten, dass andere Ressorts die rechtlichen Bestimmungen einhalten. Die Kritik am BMI durch andere, früher vernommene Zeugen konnte sie nicht nachvollziehen. Das Ortskräfteverfahren habe immer eine Einzelprüfung jedes Antrages vorgesehen, eine „latente Gefährdung“ der Ostkräfte, wie vom Bundesnachrichtendienst (BND) festgestellt, sei gesetzlich nicht ausreichend für eine Aufnahmezusage in Deutschland. Der weitere Zeuge, ein Referatsleiter im BMI, erklärte, dass sich das Auswärtige Amt „relativ früh“ für eine pauschale Aufnahme der Ortskräfte eingesetzt habe, das BMI aber auf dem Einzelprüfungsverfahren bestand.
In der 42. Sitzung am 22. Juni 2023 wurde ein Oberst im Generalstab befragt, der im Untersuchungszeitraum bei der Bundeswehr auch für das Ortskräfteverfahren verantwortlich war. Ihm zufolge habe die Rückführung der Soldaten „super geklappt“. Bis auch das Ortskräfteverfahren beschleunigt werden konnte habe es dagegen mehrfacher Bitten bedurft. Als weitere Zeugen wurden zwei Beamte des Bundesinnenministeriums gehört, die über die Rolle der Bundespolizei während der militärischen Evakuierungsoperation aus dem Flughafen Kabul im August 2021 und die Abschiebepraxis der Bundesregierung berichteten. Der Leiter des Referats Führungs- und Einsatzangelegenheiten der Bundespolizei gab an, es habe im August 2021 keine deutschen Strukturen vor Ort in Afghanistan gegeben, die ein ordentliches Visaverfahren hätten organisieren können. Die Visa-Ausstellung bei Ankunft in Deutschland sei die einzige Möglichkeit gewesen. Ein Ministerialrat im BMI erklärte vor dem Ausschuss, wie ausreisepflichtige Personen behandelt und Abschiebungen nach Afghanistan organisiert worden seien.
Die Tagesordnung der 44. Sitzung, der letzten vor der parlamentarischen Sommerpause, sah die Zeugenvernehmung einer Referentin im Referat Zentralasien, Afghanistan und Pakistan des Bundesministeriums für wirtschaftliche Zusammenarbeit und Entwicklung (BMZ) und des Leiters der Abteilung Afghanistan und Pakistan der Deutschen Gesellschaft für Internationale Zusammenarbeit (GIZ) vor. Die Referentin im BMZ berichtete am 6. Juli 2023 über ihre Tätigkeit vor Ort, die die Aufstellung verschiedener denkbarer Entwicklungsszenarien beinhaltete. Eine Fortführung der Entwicklungszusammenarbeit unter einer Taliban-Führung hätte zwar eine Gefährdung afghanischer Ortskräfte bedeutet, eine Einstellung der Entwicklungszusammenarbeit aber auch eine Gefahr für die afghanische Bevölkerung. Der Mitarbeiter der GIZ berichtete über die Evakuierung der Ortskräfte aus Afghanistan. Seiner Meinung nach sei ein Afghanistan mit den Taliban an der Macht ein sichererer Ort als ein Afghanistan im Bürgerkrieg. Mehrere Tausend Menschen habe die GIZ aus Afghanistan herausgeholt, dafür seien als Zielland auch Tadschikistan, Usbekistan und Pakistan erwogen worden, hätten das aber abgelehnt. Beide Zeugen wurden auch zu Briefen befragt, in denen den Ortskräften ein „Bleibegeld“ angeboten wurde. Dieses sei aber nur von einer Person angenommen worden.
Für die 46. Sitzung, die erste nach der Sommerpause, standen drei Zeugenvernehmungen auf der Tagesordnung. Befragt werden sollten ein Referent und eine Referentin im Referat „Afghanistan und Pakistan“ im Auswärtigen Amt sowie ein Referent im Referat „Visumrecht: Einzelfälle und Verwaltungsstreitverfahren in Visumsangelegenheiten“ im Auswärtigen Amt. Der Referent im Referat Afghanistan und Pakistan im Auswärtigen Amt, ein Oberstleutnant a. D., war als militärpolitischer Berater beim Auswärtigen Amt tätig. Er gab bei der Vernehmung am 21. September 2023 an, sich nicht auf die Befragung habe vorbereiten können. Gleich nach dem Abschluss des Doha-Abkommens im Februar 2020 habe er vorgeschlagen, großzügige Übergangsregelungen für die Ortskräfte zu finden, konkret finanzielle Abfindungen. Er habe mit 1.900 Anträgen gerechnet. Charterflüge für die Ortskräfte der Bundeswehr habe er abgelehnt, schon aus finanziellen Gründen, zudem habe es noch Linienflüge nach Masar-e Scharif gegeben und viele der Ortskräfte mit Visum für Deutschland hätten diese Gelegenheit gar nicht genutzt. Der Referatsleiter im Referat Visumrecht gab Auskunft über die Anstrengungen, die Evakuierung der Ortskräfte aus Afghanistan zu beschleunigen. Man habe schnell gemerkt, dass jede Erhöhung bei der Zahl der Aufnahmeanträge große Schwierigkeiten verursacht hätte. Um das zu beschleunigen, sei das normale Ortskräfteverfahren nicht ausreichend gewesen, man habe ein „Visa on Arrival“ vorgeschlagen, dies sei vom Bundesministerium des Innern abgelehnt worden, ebenso eine Kooperation bei der Antragsannahme mit der Internationalen Organisation für Migration. Die stellvertretende Referatsleiterin des Länderreferats Afghanistan und Pakistan gab an, dass es Ziel gewesen sei, den Friedensgesprächen in Afghanistan zum Erfolg zu verhelfen. Man sei davon ausgegangen, dass die Partner vor Ort bleiben, um das Land zu unterstützen. Maßnahmen wie Charterflüge für Ortskräfte wären dabei nicht angebracht gewesen, sie hätten die Bemühungen untergraben.
In der 48. Sitzung am 28. September 2023 sollten der Leiter des Referats „Visumrecht: Einzelfälle und Verwaltungsstreitverfahren in Visumangelegenheiten“ im Auswärtigen Amt, die Leiterin des Referats Grundsatz „Ausländer- und Visumrecht, langfristige Aufenthalte, migrationspolitische Grundsatzfragen“ im Auswärtigen Amt und der Regionalbeauftragte Afghanistan beim Bundesnachrichtendienst befragt werden. Der Referatsleiter im Auswärtigen Amt erklärte, sein Referat habe ab April 2021 darauf hingewiesen, dass die Einzelfallprüfungen, die der Paragraf 22 des Aufenthaltsgesetzes als Grundlage des Ortskräfteverfahrens vorsah, im Krisenfall oder bei einer Vielzahl an Anträgen schwer zu bewältigen sei. Der Vorschlag, stattdessen das „Visa-on-Arrival-Verfahren“ anzuwenden, sei abgelehnt worden, das Bundesinnenministerium (BMI) habe diesbezüglich auf Sicherheitsrisiken und eine denkbare Massenflucht hingewiesen. Die Ortskräfte der Bundeswehr seien durch Zusammenarbeit mit der Bundeswehr und dem BMI mit Visa ausgestattet worden, die anderen Ortskräfte sollten ihre Visa über die Internationale Organisation für Migration erhalten. Dieses Verfahren allerdings sei zeitaufwändig gewesen, die afghanische Regierung habe zudem die Bearbeitung außerhalb Afghanistans verhindert. Die Bearbeitung der Anträge von Ortskräfte des Bundesministeriums für wirtschaftliche Zusammenarbeit (BMZ) sei nicht erreicht worden, da das BMZ diese Menschen als nicht gefährdet angesehen habe. Die andere Zeugin aus dem Auswärtigen Amt gab an, die Bearbeitung der Anträge sei eine enorme Herausforderung gewesen. Der Zeuge aus dem Bundesnachrichtendienst (BND), ein Oberst a. D., sagte aus, sein Referat habe Frühjahr 2020 eine Prognose aufgestellt, nach der die Taliban am Ende das ganze Land kontrollieren würden.
Die Tagesordnung für die 50. Sitzung sah die Zeugenvernehmung des Leiters des Referats „Optimierung des Visumverfahrens und Organisationsberatung der Visastellen“ im Auswärtigen Amt, der Leiterin des Referats „Bundesministerium des Innern, für Bau und Heimat“ im Bundeskanzleramt sowie des Leiters der Internen Revision beim BND vor. Der Leiter des das Referats „Optimierung des Visaverfahrens und Organisationsberatung der Visastellen“ gab in der Zeugenvernehmung am 12. Oktober 2023 an, die Bundesregierung sei auf die Evakuierung von Ortskräften nicht ausreichend vorbereitet gewesen, weil der dafür nötige rechtliche Rahmen gefehlt hätte. Einer Zusammenarbeit mit der Internationalen Organisation für Migration (IOM) in Kabul habe sich das Bundesinnenministerium (BMI) zunächst verweigert, da die lokalen Mitarbeiter der IOM als mögliches Sicherheitsrisiko gesehen worden seien. Neben Sicherheitsbedenken des BMI habe es auch technische Schwierigkeiten, so bei der Ausfuhr der für die Annahme von Visaanträgen verwendeten Geräte, gegeben. Die befragte Referatsleiterin im Bundeskanzleramt gab an, dass Kanzlerin Angela Merkel sich einmal dahingehend eingebracht habe, dass der Forderung von Annegret Kramp-Karrenbauer im Juni 2021, den Kreis der OKV-Berechtigten auszuweiten, nach einer Ministerbesprechung nachgekommen wurde.
Für die 52. Sitzung am 19. Oktober 2023 war die Zeugenvernehmung des Leiters des Referats Konzeptionelle und querschnittliche Aufgaben beim Bundesministerium der Verteidigung (BMVg), der Beauftragten für Sicherheitspolitik im Auswärtigen Amt sowie der Wehrbeauftragten des Deutschen Bundestages angesetzt. Der Referatsleiter im Bundesministerium der Verteidigung (BMVg), ein Marineoffizier, ist für die Vorbereitung der „Unterrichtungen des Parlamentes (UdP)“, der wöchentlichen militärischen Lageberichte über Auslandseinsätze der Bundeswehr und die Entwicklungen im Einsatzgebiet, zuständig. Er gab vor dem Ausschuss an, dass er mit bestem Wissen und Gewissen berichtet und keine Informationen, die in seinem Besitz gewesen seien, zurückgehalten habe; er sei auch nie zur Zurückhaltung von Informationen aufgefordert worden. Die Sicherheitsbeauftragte des Auswärtigen Amtes erklärte, dass das Verhältnis zu den Vereinigten Staaten unter Donald Trump schwierig gewesen sei. Deutschland habe versucht, mit den Taliban zu verhandeln, habe aber angesichts des verhaltens der Taliban nie infrage gestellt, dass der Truppenrückzug kommen würde; dieser sollte verantwortlich beendet werden. In der Phase des Übergangs der US-Regierung von Trump auf Joe Biden hätte es zunächst kaum Gespräche gegeben, Biden habe sich nach Überprüfung des Abkommens für einen zeitbasierten Ansatz entschieden. Dem Verteidigungsausschuss des Bundestages habe sie immer sachlich über die Entwicklungen berichtet, mehrmals auch eine Unterrichtung durch Markus Potzel, Sonderbeauftragter der Bundesregierung, angeboten; dies sei nicht angenommen worden. Die Obleute der Fraktionen seien immer wieder unterrichtet worden. Eva Högl, Wehrbeauftragte, bestätigte aus ihrer Sicht als Abgeordnete des Bundestags, die Aussagen der beiden vorherigen Zeugen. Sie habe sich stets gut informiert gefühlt. Aus ihrer Sicht seien die deutschen Soldaten am Kabuler Flughafen bei der Evakuierung überfordert gewesen, weil sie vor Ort mangels klarem Auftrags selbst entscheiden mussten, wer mitkommen darf.
Die Tagesordnung für die Sitzung am 9. November 2023 sah die Zeugenvernehmung des Senior Advisor der Berghof Foundation, des Sprechers und Unterhändlers des afghanischen Verhandlungsteams sowie des Botschafters der Bundesrepublik Deutschland in Doha vor. Der Mitarbeiter der Berghof Foundation gab an, im Doha-Abkommen seien die innerafghanischen Verhandlungen vorgesehen gewesen, die afghanische Regierung war in die Verhandlungen zum Abkommen nicht einbezogen worden. Er sagte ferner aus, seine Stiftung sei bei den innerafghanischen Friedensverhandlungen nur technisch unterstützend gewesen, ohne politisches Mandat, finanziert worden sei das vom Auswärtigen Amt. Die Verhandlungen seien jedoch schwierig gewesen, da die Interessen sehr unterschiedlich waren, infolgedessen wäre „eine kollektive Lösung“ kaum möglich gewesen. Luftige Versprechen der Taliban und unrealistische Erwartungen des afghanischen Präsidenten Aschraf Ghani wären aufeinandergetroffen, auch hätten die Gespräche zu spät angefangen. Nader Nadery, Menschenrechtler und ehemaliger Berater von Ghani, gab vor dem Untersuchungsausschuss an, die Taliban hätten kein Interesse an den Verhandlungen gezeigt. Präsident Ghani wiederum habe die verbleibende Zeit für die Verhandlungen falsch eingeschätzt; auch sein Rücktritt wäre viel zu spät geschehen. Die Vereinigten Staaten hätten mit Hilfe von Hamid Karzai und Abdullah Abdullah die Übergabe Kabuls an die gewaltlose Übergabe Kabuls an die Taliban verhandeln wollen, doch hätte die Flucht Ghanis diese Pläne durchkreuzt; die Vereinigten Staaten hätten dann aus Furcht vor Chaos in der Stadt die Taliban gebeten, einzumarschieren. Der damalige deutsche Botschafter in Doha, Claudius Fischbach, berichtete vor dem Ausschuss über die Evakuierung von über eintausend deutschen Staatsbürgern über Katar. Das Land habe bei der Evakuierung „eine bemerkenswerte und unverzichtbare Rolle“ gespielt.
Für die Sitzung am 16. November 2023 waren als Zeugen ein Mitglied im internationalen Beraterteam der afghanischen Verhandlungsdelegation, der Leiter des Referates Afghanistan und Pakistan (AP05) im Auswärtigen Amt sowie ein Referent im Referat Auswertung Strategische Länder und Militärpolitik des BND geladen. Das als Zeuge geladene Mitglied des internationalen Beraterteams der afghanischen Verhandlungsteams, ein Kolumbianer, kritisierte den Ansatz der internationalen Mission. Es seien Chancen auf einen Frieden in Afghanistan verpasst worden, da es mehrfach aufgrund temporärer militärischer Schwäche der Taliban möglich gewesen sei, einen Frieden zu erreichen: Schon im Jahr 2001, als Hamid Karzai vorgeschlagen hatte, die Taliban in den Staat einzubinden, dann erneut unter Barack Obama und zuletzt noch im Jahr 2021, als Donald Trumps Abzug der amerikanischen Truppen um jeden Preis die Verhandlungen zu Scheinverhandlungen werden ließ. Der Zeuge wertete auch die Rolle Katars als Gastgeber der Verhandlungen als nicht sehr hilfreich. Grundsätzlich sei schon das militärische Vorgehen der westlichen Partner, aber auch das Handeln der internationalen Gemeinschaft falsch gewesen; man hätte den Afghanen „sagen müssen, ihr müsst es selber tun“.
Am 14. Dezember 2023 sollten auf der 58. Sitzung, der letzten des Jahres 2023, Emily Haber, von 2018 bis 2023 Botschafterin der Bundesrepublik Deutschland in den Vereinigten Staaten von Amerika, sowie eine Referent im Referat „Auswertung Strategische Länder und Militärpolitik“ des BND angehört werden. Emily Haber machte Angaben zum Verhältnis zwischen Deutschland und den Vereinigten Staaten bzw. zur Arbeit der Diplomaten in Washington, D.C. während des Abzugs der internationalen Truppen. Mit Donald Trumps Administration sei die Zusammenarbeit erschwert gewesen, beim anstehenden Amtswechsel sei aber klar gewesen, dass auch Joe Biden die Entscheidung zum Truppenabzug nicht ändern würde. Informationen seitens der amerikanischen Regierung an die deutsche Botschaft seien stets spärlich gewesen. Der zweite geladene Zeuge, ein Soldat beim Bundesnachrichtendienst, war in den entscheidenden Tagen nicht im Dienst bzw. erinnerte sich an die meisten Vorgänge nicht, weshalb die Zeugenvernehmung beendet wurde.

### Sitzungen im Jahr 2024
Zur ersten Sitzung des Untersuchungsausschusses im Jahr 2024 stand die Zeugenvernehmung einer Referentin und eines Referenten in der Deutschen Botschaft in Kabul und Mitglied des Krisenunterstützungsteams (KUT) sowie eines Vertreters der Residentin des BND auf der Tagungsordnung. Die Referentin, die ab Juli 2021 in der Botschaft die Bereiche Menschenrechte, humanitäre Hilfe und Migration zuständig gewesen ist, berichtete dem Untersuchungsausschuss am 18. Januar 2024, sie habe während ihrer Zeit in Kabul, dass sie eine zunehmend angespannte humanitäre Menschenrechtslage beobachtet habe. Man habe immer im Austausch mit dem Auswärtigen Amt gestanden und berichtet. Listen mit den Daten von Schutzbedürftigen seien erstellt und an das Auswärtige Amt geschickt worden. Zu dem Versuch, in Deutschland straffällig gewordene Afghanen trotz eines Moratoriums Anfang August 2021 nach Afghanistan zurückzuführen gab die Referentin an, dass es habe sich bei diesen Personen um schwere Straftäter gehandelt habe, letztlich habe aber die Rückführung wegen eines Anschlags in Kabul nicht stattgefunden. Nach der Evakuierung der britischen Botschaft habe sich die Sicherheitslage für die deutsche Botschaft verschlechtert; die Evakuierung sei planmäßig abgelaufen und sie habe sich immer sicher gefühlt. Die Kommunikation während der Evakuierung und die Listenführung hätten aus ihrer Sicht besser verlaufen können. Der befragte Referent und Mitglied des Krisenunterstützungsteams meinte, die Evakuierung habe gezeigt, dass die Bundeswehr in solchen Situationen vor Ort sein müsse. Für die Sicherheit der deutschen Botschaft sei die Lage in der sogenannten Green Zone die auf dem Flughafen in Kabul wichtig gewesen. Nach dem Doha-Abkommen hätten die Taliban internationale Ziele nicht mehr angegriffen, aber die lokalen Partner vermehrt attackiert, gezielte Tötungen durchgeführt. Bei der Erörterung der Optionen zum Ausfliegen der Menschen, wie Charterflüge und die Visavergabe bei Einreise nach Deutschland („Visa-On-Arrival“), wurde auch immer bedacht, welche Signale damit der afghanischen Bevölkerung vermittelt und dass dadurch die Widerstandskraft der afghanischen Sicherheitskräfte geschwächt werden könnte. Der Referent verließ Kabul am 12. August, kehrte dann am 20. August mit der Bundeswehr zurück, um bei der Evakuierung deutscher Staatsbürger und schutzbedürftiger Afghanen zu helfen. Der Zugang zum Flughafengelände sei zu dieser Zeit nicht mehr geordnet möglich gewesen, die vorgelegten Papiere seien vom Krisenunterstützungsteam und Feldjägern der Bundeswehr aufgrund bestimmter Kriterien überprüft worden. Da die amerikanischen Soldaten, die den Flughafen kontrollierten, darauf bestanden, dass Flugzeuge nur ganz kurz auf dem Flugfeld stehen, sei auch die erste Bundeswehrmaschine nur mit wenigen Menschen am Bord abgeflogen, da zu diesem Zeitpunkt auch nur wenige Personen im Flughafen waren. Der damalige Stellvertreter der BND-Residentin in der deutschen Botschaft wurde am 18. Januar 2024 im nicht-öffentlichen Teil der Sitzung befragt.
Die 62. Sitzung des Untersuchungsausschusses sah die Zeugenvernehmung von Alema Alema, Stellvertretende Flüchtlingsministerin der Islamischen Republik Afghanistan, Mohammad Hanif Atmar, Außenminister der Islamischen Republik Afghanistan, sowie eines Sicherheitsberaters der Bundespolizei an der deutschen Botschaft in Kabul vor. Alema Alema sprach am 1. Februar 2024 vor dem Untersuchungsausschuss von einem „Politikversagen aller Beteiligten“ während der 20 Jahre internationaler Präsenz in Afghanistan. Mohammed Hansif Atmar lobte den Einsatz deutscher Soldaten, Polizisten und Entwicklungshelfer in Afghanistan; das Land habe in den 20 Jahren der internationalen Präsenz enorme Fortschritte bei der Staatsbildung, den Menschenrechten und der gesellschaftlicher Entwicklung gemacht. Das Scheitern der Islamischen Republik Afghanistan machte er fest an der Uneinigkeit der afghanischen Politiker, von denen manche auch korrupt gewesen seien, sowie am Ende des militärischen Engagements der Vereinigten Staaten.
Am 22. Februar 2024 sollten als Zeugen der stellvertretende Leiter der Feldjäger während der Evakuierungsoperation des Bundesministeriums der Verteidigung (BMVg), ein Referent der Deutschen Botschaft in Kabul und Mitglied des Krisenunterstützungsteams, der Leiter der KSK-Einheit während der Evakuierungsoperation des BMVg und der Leiter des Referats Frieden und Sicherheit sowie Katastrophenrisikomanagement des Bundesministeriums für wirtschaftliche Zusammenarbeit und Entwicklung (BMZ) als Zeugen vernommen werden. Im Untersuchungsausschuss wurde am 22. Februar 2024 ein Hauptmann der Feldjäger befragt, der zehn Tage während der Evakuierungsoperation vom Flughafen Kabul eingesetzt war und beschrieb, wie er und seine Soldaten in Kabul ankamen und dort arbeiteten.
In der 66. Sitzung des Untersuchungsausschusses am 14. März 2024 waren als Zeugen der Kommandeur der Evakuierungsoperation in Afghanistan sowie der stellvertretende deutsche Botschafter in Afghanistan geladen. Zunächst wurde Jens Arlt befragt, der Kommandeur der Evakuierungsoperation in Afghanistan war. Er schilderte die Rahmenbedingungen des besonderen Einsatzes, die mit extrem hohen Belastungen für die Einsatzkräfte verbunden gewesen seien. Ein solcher Einsatz sei nie zuvor geübt worden. Nach Meinung Arlts wäre die Operation auch nicht zu erfüllen gewesen, zumal die Zahl der Menschen, die gerettet werden sollte, steil angestiegen sei. Der damalige stellvertretende deutsche Botschafter in Afghanistan Jan Hendrik van Thiel wurde ebenfalls befragt; er arbeitete als politischer Berater für das Einsatzführungskommando der Bundeswehr in Potsdam und bereitete in Kabul die Evakuierung der deutschen Botschaft vor. Er gab an, er habe schon vor seiner Abreise im Auswärtigen Amt für Vorbereitungen zur Evakuierung geworben. Laut van Thiel hätte das Auswärtige Amt noch Anfang Juni 2021 angenommen, dass eine zivile Weiterarbeit auch nach dem Abzug der internationalen Streitkräfte weitergehen könne; die Bewertungen darüber hätten sich sowohl international als auch unter Auswärtigem Amt, Bundeswehr und Bundesnachrichtendienst unterschieden. Ebenfalls unterschiedlich bewertet worden sei unter den deutschen Akteuren die Stärke der afghanischen Streitkräfte. Noch in der Krisenstabssitzung am 13. August 2021 habe die Vizepräsidentin des BND ein anderes Bild der Lage gezeichnet als er selbst. Am 15. August kam dann aus dem Auswärtigen Amt die Anweisung zur Evakuierung der Botschaft sowie die Erlaubnis, die Ortskräfte mitzunehmen.
Für die 68. Sitzung des Untersuchungsausschusses am 21. März 2024 waren als Zeugen Markus Potzel, Sonderbeauftragter der Bundesregierung für Afghanistan und Pakistan bis Juli 2021, Jasper Wieck, Sonderbeauftragter der Bundesregierung für Afghanistan und Pakistan ab Juli 2021, sowie der Leiter des Referats Frieden und Sicherheit sowie Katastrophenrisikomanagement des BMZ geladen. Markus Potzel, dem andere Zeugen in früheren Sitzungen des Untersuchungsausschusses wegen seiner Entscheidungen und seines Auftretens schwere Vorwürfe gemacht hatten, widersprach Darstellungen, er habe Berichte und Warnungen Jan Hendrik van Thiels, des Gesandten in der deutschen Botschaft, nicht ernst genommen und einen Tag vor der Schließung der deutschen Botschaft in Kabul dem Sicherheitsberater der Bundespolizei in der Botschaft Anweisung gegeben, vor Ort weiterzuarbeiten. In der Zeugenbefragung gab er häufig an, nicht zu erinnern, was in den letzten Tagen vor der Evakuierungsoperation am Flughafen Kabul geschehen war. Thomas Röwekamp warf Potzel vor, dieser könne „(...) sich immer dann nicht erinnern, wenn er gefragt wird, was er mit seinen eigenen Äußerungen meinte“. Für einen Verbleib der deutschen Vertretung in Afghanistan auch nach der Übernahme durch die Taliban hätten vielfältige Interessen gesprochen, so Potzel. Jasper Wieck gab in seiner Befragung an, es hätten sehr unterschiedliche Lagebilder existiert; er habe das Gefühl gehabt, man müsse das Land nicht verlassen.
Zur Sitzung am 11. April 2024 waren der Leiter des Krisenreaktionszentrums des Auswärtigen Amts (AA), der Krisenbeauftragte des Auswärtigen Amts sowie der Leiter der Unterabteilung Militärpolitik und Einsatz des Verteidigungsministeriums als Zeugen geladen. Der befragte Beamte des Auswärtigen Amtes (AA), zum Zeitpunkt der Evakuierung aus dem Kabuler Flughafen Leiter des Krisenreaktionszentrums (KRZ) des AA in Berlin, war schon zum zweiten Mal als Zeuge geladen. Er berichtete vom Krisenvorsorgesystem „Elefand“ des AA, in dem deutsche Staatsbürger im Ausland registriert werden sollten, um in einem Krisenfall schnell handeln zu können. Die Liste sei aber nie repräsentativ gewesen, im März 2021 enthielt sie in Afghanistan etwa 80 deutsche Staatsbürger; man sei jedoch von 300 Menschen ausgegangen. Das AA habe kein politisches Signal senden wollen, dass Deutschland Afghanistan aufgegeben habe. Am 14. August 2021 sie die Verlegung der deutschen Botschaft zum Flughafen beschlossen worden, im Bewusstsein, dass man am Flughafen auf die notwendige Infrastruktur und Sicherheit, um die diplomatische Arbeit fortzuführen, verzichte. Laut dem Zeugen „Botschafter Z.“, der ab dem 18. August 2021 als Krisenbeauftragter des Auswärtigen Amtes (AA) das Krisenreaktionszentrum in Berlin leitete, wäre während der Operation nicht die Flugkapazität, sondern das Einschleusen der Ausreiseberechtigten in den Flughafen problematisch gewesen. Telefon und Mailsystem seien überlastet gewesen. Ein weiterer Zeuge, der damalige Leiter der Unterabteilung Militärpolitik und Einsatz des Bundesministeriums für Verteidigung (BMVg) im Rang eines Generalmajors berichtete, dass das Ministerium auf eine Anpassung des seit 2013 eingesetzten Ortskräfteverfahrens (OKV) gedrängt habe. Das sei auf Druck des Ministers auch gelungen.
Zur Zeugenvernehmung im Rahmen der 72. Sitzung des Bundestagsuntersuchungsausschusses am 25. April 2024 sind Tanja Gönner, Vorstandssprecherin der Deutschen Gesellschaft für Internationale Zusammenarbeit (GIZ), Thorsten Schäfer-Gümbel, Vorstandsmitglied der GIZ, sowie die Leiterin der Unterabteilung Asien im Bundesministerium für wirtschaftliche Zusammenarbeit und Entwicklung (BMZ) geladen. Tanja Gönner, die bei der GIZ für die Unternehmenssicherheit zuständig war, gab an, sie sei immer über die Lage in Afghanistan informiert gewesen, sie habe auch zwei Mal die Bundeskanzlerin und die Bundesverteidigungsministerin kontaktiert, um einen Kontakt zu den deutschen Kräften im Flughafen Kabul zu bekommen und um herauszufinden, wie lange dort noch US-Kräfte eingesetzt seien. 20 bis 30 Ortskräfte und ihre Familien seien ausgeflogen worden. Die GIZ habe die Ortskräfte auch an anderen Standorten innerhalb Afghanistans unterbringen wollen, um im Land weiterhin tätig zu sein, sofern die Entwicklungszusammenarbeit weitergeführt würde. Wie andere Zeugen vor ihr bezeichnete sie das Ortskräfteverfahren als bürokratisch und langwierig. Angesprochen auf eine den Ortskräften per Brief versprochene „Bleibeprämie“ bezeichnete Gönner den Begriff als falsch; das Angebot habe sich an Mitarbeiter gerichtet, die das Land nicht verlassen wollten.
Die 74. Sitzung des Untersuchungsausschusses, die am 16. Mai 2024 abgehalten wird, sieht die Zeugenvernehmung von Generalleutnant a. D. Erich Pfeffer (Befehlshaber des Einsatzführungskommandos der Bundeswehr), Generalleutnant Bernd Schütt (Leiter der Abteilung Strategie und Einsatz im Bundesministerium der Verteidigung (BMVg)) und Detlef Wächter (Leiter der Abteilung Politik im BMVg) vor. Erich Pfeffer, im Untersuchungszeitraum Befehlshaber des Einsatzführungskommandos der Bundeswehr, sagte aus, dass die Bundeswehr nach dem Abschluss des Doha-Abkommens mit der Abzugs- und Evakuierungsplanung begann, wobei Unklarheit bestand über eine eventuelle Nachfolgemission. Ging man bei der Rückverlegungsplanung zunächst von sechs Monaten Zeit aus, wurden daraus erst vier Monate, später acht Wochen. Bernd Schütt, als Leiter der Abteilung Strategie und Einsatz im BMVg für den Einsatz der Bundeswehr in Afghanistan zuständig, gab an, die Möglichkeit einer Einflussnahme auf die Abzugsentscheidung der USA sei begrenzt gewesen. Auch sei das Ziel, eine unabhängig agierende afghanische Truppe aufzubauen, nicht erreicht worden. Die Pläne von Annegret Kramp-Karrenbauer für Charterflüge im Juni 2021 seien diskutiert und verworfen worden, „sie hatte eine eigene feste Überzeugung und daran hat sie festgehalten. Aber es war zu diesem Zeitpunkt praktisch nicht möglich“, so Schütt.
Am 6. Juni fand die 76. Sitzung des Untersuchungsausschusses statt. Als Zeuge geladen wurden Ole Diehl, ehemals Krisenbeauftragter des Auswärtigen Amts, eine Gruppenleiterin für Außen- und Sicherheitspolitik des Bundeskanzleramts sowie Claudia Warning, ehemals Abteilungsleiterin Naher Osten, Asien, Lateinamerika, Südost- und Osteuropa des
Bundesministeriums für wirtschaftliche Zusammenarbeit und Entwicklung (BMZ). Ole Diehl sagte, dass aufgrund seiner Vorlage und den aktuellen Entwicklungen in der Krisenstabsitzung am 13. August 2021 beschlossen worden sei, sich auf eine Evakuierung aus Afghanistan vorzubereiten, ohne sie jedoch bereits in Gang zu setzen. Die Vielzahl von zur Verfügung gestellten Informationen seien teilweise widersprüchlich gewesen. Unter den Ressorts habe es ein Konkurrenzdenken gegeben. Die befragte Gruppenleiterin führte aus, wie ihr Amt und Angela Merkel versuchten, auf die Entwicklungen um Afghanistan einzuwirken und eine aktive Rolle in Afghanistan einzunehmen. Die Zeugin Claudia Warning sagte dem Ausschuss, dass das BMZ in der Frage, wie mit den Ortskräften zu verfahren sei, benachteiligt gewesen sei. Man habe vorgehabt, die Zusammenarbeit mit den Nichtregierungsorganisationen und den Vereinten Nationen weiterzuführen.
Zur 78. Sitzung (am 13. Juni 2024) sind als Zeugen Ulrich Weinbrenner (Abteilungsleiter Migration, Flüchtlinge und Rückkehrpolitik im Bundesministerium des Innern und für Heimat, BMI), Dagmar Busch (ehemalige Leiterin der Abteilung Angelegenheiten der Bundespolizei im BMI) sowie der Leiter der Gruppe Recht, Parlamentarische Kontrolle, ND-Lage, Internationale Zusammenarbeit und Geschichte des BND im Bundeskanzleramt geladen. Ulrich Weinbrenner gab an, dass sich die Zahl der nach Deutschland eingereisten afghanischen Staatsangehörigen innerhalb kürzester Zeit fast verdoppelt, Rückführungen aber nur in begrenztem Umfang gegeben habe; mehrere Tausend ausreisepflichtige Afghanen hielten sich in Deutschland auf. Bis zum Jahr 2021 habe das Auswärtige Amt (AA) etwa 50 Prozent der Anträge nach Paragraf 22 Satz 2 des Aufenthaltsgesetzes auf Aufenthaltserlaubnis abgelehnt. Das BMI habe sich bis zuletzt gegen die Anfrage des AA ab 2022, ob das Verfahren ohne vorherige Sicherheitsüberprüfung im Ausland durchgeführt werden könne, widersetzt; durch das geänderte Verfahren seien viele Personen, die Straftaten begangen hätten, eingereist. Dagmar Busch berichtete im Ausschuss, dass das BMVg darauf gedrungen habe, den Berechtigtenkreis des OKV auf alle zu erweitern, die nach 2013 für deutsche Institutionen tätig gewesen sind. Das BMI habe dies abgelehnt, Horst Seehofer als zuständiger Minister habe aber, nachdem sich Kanzlerin Angela Merkel dafür aussprach, nachgegeben. Busch sagte, der BND habe die Lage vor Ort falsch eingeschätzt. Auch der befragte Gruppenleiter im Bundeskanzleramt sagte aus, dass der BND sich geirrt habe; „in der konkreten Dynamik dieser Tage“ habe der Gesandte des AA eine andere Einschätzung (und damit recht behalten) als der BND. Er habe daher nach dem chaotischen Wochenende den Abteilungsleiter des BND um eine Fehleranalyse gebeten; der BND habe habe sich aber auch schon intern mit der Frage beschäftigt, warum sie diese zeitliche Dynamik nicht gesehen hätten.
Am 27. Juni 2024 sollten in der 80. Sitzung des Bundestagsuntersuchungsausschusses Jens Plötner, ehemaliger Leiter der Politischen Abteilung im Auswärtigen Amt, Christophe Eick, ehemaliger Leiter der Rechtsabteilung im Auswärtigen Amt sowie Werner Ader, Leiter der Abteilung LB im Bundesnachrichtendienst als Zeugen vernommen werden. Jens Plötner gab zu Protokoll, dass realistisch beurteilt werden müsse, was mit militärischen Mitteln im Ausland bewirkt werden könne. Die gesetzten Ziele seien richtig gewesen, viele aber nicht erreicht worden. Auch müssten immer Ausstiegsszenarien mitgedacht und Evakuierungsfähigkeiten aufgebaut werden. Er gab zu bedenken, dass im Jahr 2021 nicht nur eine Anpassung der NATO auf ein neues Umfeld vollzogen wurde, sondern auch Verhandlungen mit dem Iran über dessen Atom-Programm, Krisen zwischen der Türkei und Griechenland, der Übergang von der Regierung Trump zur Regierung Biden in den Vereinigten Staaten sowie die Corona-Pandemie das politische Bild bestimmten. Deutschland habe versucht, mit diplomatischen Mitteln das Umfeld zu stabilisieren. Der Abzugstermin der Amerikaner sei überraschend gekommen. Die Kooperation mit den Vereinigten Staaten im US-Stützpunkt in Ramstein nannte er „ein Lichtblick in dem ganzen Chaos“. Werner Ader sagte aus, es sei ihm bewusst, dass die Berichte seiner Abteilung den Fall Kabuls am 15. August 2021 nicht vorausgesehen haben; die harsche Kritik an seiner Abteilung empfinde er aber als unangemessen und ungerecht.
Für die Sitzung am 4. Juli waren Tania Freiin von Uslar-Gleichen (ehemalige Vizepräsidentin des Bundesnachrichtendienstes), Bruno Kahl (Präsident des Bundesnachrichtendienstes) und Petra Sigmund (Leiterin der Abteilung Asien und Pazifik im Auswärtigen Amt) als Zeugen geladen. Von Uslar-Gleichen wies bei der Befragung Vorwürfe, sie habe bei der Krisenstabsitzung zwei Tage vor dem Fall Kabuls eine Evakuierung der deutschen Botschaft, der Ortskräfte und der Schutzbedürftigen durch ihren Lagebericht verzögert. Im Lagebericht des BND am 13. August 2021 sei die Einnahme Kabuls innerhalb von 30 Tagen für nicht wahrscheinlich gehalten worden, das hätte sich aber nur auf eine militärische Eroberung bezogen. eine kampflose Übergabe wurde nicht vorhergesehen. In der Sitzung habe Jan Hendrik van Thiel dem BND sehr stark widersprochen, da er nach seinen Angaben ganz andere Erkenntnisse aus seinen Kontakten mit den amerikanischen und britischen Vertretern vor Ort habe; Von Uslar-Gleichens Mitarbeiter hätten daraufhin nach derartigen Berichten gesucht; van Thiel kontaktiert hätten sie allerdings nicht. Bruno Kahl, der in der Krisenstabssitzung nicht anwesend gewesen war, gab ebenfalls an, es sei eine Fehleinschätzung bei der Geschwindigkeit, mit der die Taliban Kabul eingenommen haben, gewesen. Er sagte aus, er habe eine „gewisse Delle“ beim Nachrichtenaustausch zu befreundeten Diensten vor dem 15. August wahrgenommen. Wie schon von Uslar-Gleichen sprach Kahl von im Lagebericht benannten „Kipppunkten“; dass die Prognosen des BND hinfällig sein würden, wenn diese Kipppunkte eintreffen, habe man in der Sitzung klargemacht. Die Kritik am BND nannte Kahl „eine himmelschreiende Ungerechtigkeit“. Die Zeugin Petra Sigmund nannte den Lagebericht des BND vom 13. August „alte Informationen“; sie habe die Lage ganz anderes gesehen und dabei auch die Berichte van Thiels berücksichtigt.
Nach der Sommerpause des Parlaments kam der Untersuchungsausschuss erneut am 10. September 2024 zusammen. Einziger Tagesordnungspunkt war die Fortsetzung der Zeugenvernehmung von Petra Sigmund, Leiterin der Abteilung Asien und Pazifik im Auswärtigen Amt (AA), die schon am 4. Juli 2024 angehört worden ist. Sie berichtete nochmals von mehreren Sitzungen im Auswärtigen Amt vom 12. bis 16. August 2021. Eine für den 16. August geplante Krisenstabsitzung sei auch wegen der Berichte Jan van Thiels vorgezogen worden, die Evakuierung der deutschen Botschaft sei nun vorbereitet worden. Das Auswärtige Amt habe zudem versucht, die vom AA, dem Bundesministerium der Verteidigung und dem Bundesministerium für wirtschaftliche Zusammenarbeit erstellten Evakuierungslisten zu konsolidieren. Bei der Evakuierung sei das Problem gewesen, den sicheren Transport der Menschen an den Flughafen zu gewährleisten und die sehr kurze Verweildauer der Flugzeuge dort Flughafen einzuhalten.
Auf der Sitzung am 26. September 2024 sollten Eberhard Zorn, Generalinspekteur der Bundeswehr a. D., Gerd Hoofe, Staatssekretär im Bundesministerium der Verteidigung a. D., sowie Benedikt Zimmer, Staatssekretär im Bundesministerium der Verteidigung (BMVg), als Zeugen vernommen werden. Eberhard Zorn bezeichnete in der 85. Sitzung des Untersuchungsausschusses den Abzug als erfolgreich, die Evakuierungsoperation sei „eine der besten Operationen“, die die Bundeswehr je durchgeführt habe. Für zukünftige Evakuierungsoperationen sollten die Einsatzkräfte dafür explizit ausgebildet werden, auch müssten die notwendige technische Ausrüstung vorgehalten und Verträge für logistische Unterstützung mit verschiedenen Ländern in den Einsatzregionen abgeschlossen werden. Gerd Hoofe gab an, es habe Planungen für eine schnelle und robuste Evakuierung gegeben, für Annegret Kramp-Karrenbauer hätte höchste Priorität die besondere Verantwortung gegenüber den Ortskräften, anderen Ressorts hätten andere Interessen gehabt. Auch Benedikt Zimmer wies auf die Differenzen zwischen den Ressorts in der Frage der Ortskräfte hin: Während das BMVg den Ortskräfte eine Ausreise ermöglichen wollte, hätten Auswärtiges Amt und Entwicklungshilfeministerium Interesse gehabt, das Land weiter zu unterstützen.
Auf der 87. Sitzung sollten am 10. Oktober 2024 Martin Jäger, Staatssekretär beim Bundesministerium für wirtschaftliche Zusammenarbeit und Entwicklung (BMZ) a. D., Hans-Georg Engelke, Staatssekretär beim Bundesministerium des Innern und für Heimat (BMI) und Helmut Teichmann, Staatssekretär beim Bundesministerium des Innern und für Heimat a. D., als Zeugen befragt werden. Für Martin Jäger verkörperten die Ortskräfte der deutschen Institutionen in Afghanistan den Erfolg des Aufbaus, sie seien nach dem Vormarsch der Taliban im Sommer 2021 in großer Gefahr gewesen, jedoch nicht alle gleichermaßen bedroht. Allen Beteiligten sei bewusst gewesen, dass am Ende ein pauschalisiertes Verfahren notwendig sei. Die Zahl der Anträge stieg stark an, die berechtigten Personen in den Flughafen zu bekommen wurde schwer, die Flugkapazitäten hätten nicht ausgereicht; daraus folgte eine Priorisierung der Personen. Hans-Georg Engelke sagte dem Ausschuss, es sei immer darum gegangen, wann im Ortskräfteverfahren vom bewährten individuellen zum vereinfachten Aufnahmeverfahren übergegangen werden sollte. Die Entscheidungen seien immer im Einvernehmen der Ressorts getroffen worden. Laut Engelke waren die meisten Ortskräfte hochqualifiziert und hätten, sofern sie wegen ihrer Arbeit bei deutschen Institutionen in Gefahr gerieten, ein Aufenthaltsrecht in Deutschland; die afghanische Regierung wollte jedoch einen Braindrain vermeiden und gebeten, diese Menschen nicht abzuziehen; zudem wollten das Auswärtige Amt und das Bundesministerium für wirtschaftliche Zusammenarbeit und Entwicklung ihre Arbeit im Land fortsetzen und auf die Ortskräfte zurückgreifen. Das BMI habe bei den Ortskräften, die eine Gefährdungsanzeige stellten, am normalen Visumsverfahren festgehalten, das eine Sicherheitsprüfung beinhaltet, um ihre biometrischen Daten festzuhalten. Das vom Auswärtigen Amt geforderte Visa-on-Arrival-Verfahren gehe mit einem Sicherheitsverzicht einher, weshalb das BMI dies lange abgelehnt habe. Helmut Teichmann verwies auch auf die Notwendigkeit eines ordentlichen Verfahren, das Aufenthaltsgesetz sehe immer ein Visumverfahren vor; er kritisierte das AA, das nicht geschafft habe, das Visumsverfahren zu beschleunigen.
Zum 17. Oktober 2024 waren vom Ausschuss als Zeugen Antje Leendertse, Staatssekretärin im Auswärtigen Amt (AA) a. D., Miguel Berger (Staatssekretär im Auswärtigen Amt a. D.) sowie der ehemalige Leiter des Ministerbüros im Bundesministerium des Innern und für Heimat (BMI) geladen. Antje Leendertse, die ab 3. August 2021 den Staatssekretär Miguel Berger während seines Urlaubs vertreten hatte, bezeichnete die Visavergabe als eines der größten Probleme bei der Ausreise von Ortskräften aus dem Land, letztlich habe man zu langsam gehandelt. Es sei zu lange an der üblichen Visa-Prozedur festgehalten worden. Das Visaverfahren hätte vereinfacht werden müssen, dazu sei aber das BMI nicht bereit gewesen. Miguel Berger gab seine Meinung zu Protokoll, dass das Doha-Abkommen „auf Kosten anderer“ zustande gekommen sei und eine „Schieflage“ entstand, da es keine Koppelung zwischen dem Abzug der internationalen Truppen und den innerafghanischen Friedensverhandlungen existiert habe. Bei den westlichen Partnern habe es Kommunikationsprobleme gegeben, sowohl zwischen Amerikanern und den Deutschen als auch unter den Amerikanern selbst. Zudem habe auch die vereinbarte Freilassung von 5.000 Taliban die afghanische Regierung geschwächt. Das politische System Afghanistans betrachtete er als dysfunktional. Die Sicherheitsüberprüfung der Ortskräfte hätte man laut Berger besser präventiv vornehmen sollen, wie es Amerikaner und Briten getan hatten.
Die Tagesordnung für die 91. Sitzung des Untersuchungsausschusses sah am 7. November 2024 die Zeugenvernehmung von Horst Seehofer (Minister im Bundesministerium des Innern, für Bau und Heimat a. D.), Wolfgang Schmidt (Staatssekretär im Bundesministerium der Finanzen a. D.) sowie der ehemaligen Leiterin des Ministerbüros im Bundesministerium der Verteidigung (BMVg) vor. Horst Seehofer bezeichnete das Ortskräfteverfahren als eine „saubere rechtsstaatliche Regelung“, die Dauer habe an Problemen bei der Visavergabe gehangen, eine Visavergabe erst an den deutschen Grenzen wäre politisch nicht opportun gewesen. Er verwies auf die Erfahrungen der „Flüchtlingskrise“ im Jahr 2015, mit der vom Bundesministerium für wirtschaftliche Zusammenarbeit und Entwicklung genannten Zahl von 50.000 Personen sei das für ihn „in die Nähe von 2015“ gekommen. Seehofer gab an, er habe sich immer auf die Angaben der Nachrichtendienste und des Auswärtigen Amtes verlassen, so auch bei seinen Entscheidungen gegen eine pauschale Aufnahme und für Abschiebeflüge nach Afghanistan noch im August 2021. Laut dem Zeugen Wolfgang Schmidt habe der damalige Finanzminister Olaf Scholz eine schnelle Evakuierung befürwortet und die dafür notwendigen Mittel bereitgestellt. Schmidt gab wiederholt an, er könne sich an kaum etwas zum Untersuchungsgegenstand erinnern. Die zuletzt gehörte Büroleiterin Annegret Kramp-Karrenbauers berichtete, sie habe sich vor allem um die Hilfeersuchen gekümmert, die inhaltliche Arbeit zum Thema Afghanistan habe bei der Adjutantur gelegen. Das BMVg sei jedoch bezüglich der Ortskräfte treibende Kraft gewesen, wohingegen das Innenministerium und das Auswärtige Amt nicht mit dem notwendigen Tempo gearbeitet hätten.
Für den 14. November 2024 waren vor Untersuchungsausschuss als Zeugen Annegret Kramp-Karrenbauer (Ministerin im Bundesministerium der Verteidigung a. D.), Olaf Scholz (Minister im Bundesministerium der Finanzen a. D.) sowie der ehemalige Leiter des Ministerbüros im Auswärtigen Amt geladen. Annegret Kramp-Karrenbauer sagte dem Ausschuss, sie habe Entscheidungen vorantreiben wollen mit dem Ziel, „unsere Soldatinnen und Soldaten sicher nach Hause zu bringen.“ Auch das Thema Ortskräfte habe sie beschäftigt, da sei eine sehr emotionale Bindung entstanden. Das Ortskräfteverfahren nannte sie „zu komplex und zu langsam“, man habe es entgegen den Gepflogenheiten für die Ortskräfte der Bundeswehr gelockert und den Kreis der Aufnahmeberechtigten durch Beschluss des Kabinetts Merkels trotz der öffentlichen Debatte über Migration erweitert. Die durchgesetzten Charterflüge allerdings hätten nicht stattgefunden, dennoch habe „ein sehr hoher Prozentsatz“ der Ortskräfte der Bundeswehr Afghanistan verlassen können. Für die Evakuierung, die mit der NATO koordiniert werden musste, habe es wenig Zeit gegeben, die Bundeswehr habe diesen komplexen Auftrag jedoch gemeistert. Als sie, Kramp-Karrenbauer, am 12. August 2021 von der Verlegung von US-Truppen zum Flughafen Kabul erfahren habe, drängte sie darauf, eine geplante Krisenstabsitzung vorzuziehen. Nach dem 15. August sei die Evakuierungsmission, eine improvisierte Mission mit einer internationalen Luftbrücke unter der Führung der USA, ausgelöst worden und die Soldaten seien abgeflogen. Olaf Scholz, damals Stellvertreter des Bundeskanzlers und Finanzminister, gab an, er sei „kein zentraler Akteur“ in der Afghanistan-Politik der Bundesregierung gewesen. Scholz warf dem Bundesnachrichtendienst eine falsche Lageeinschätzung vor. Die Theorie des „nation building“ kritisierte er, ein Demokratisierungsprozess müsse aus dem Land heraus getragen werden, die damalige afghanische Regierung habe aber das Land kampflos den Taliban überlassen, alle hätten nach ihren eigenen Interessen gehandelt. Er habe damals einen Dissens zwischen Annegret Kramp-Karrenbauer und Horst Seehofer in der Frage des Ortskräfteverfahrens wahrgenommen. Heiko Maas habe ihm nach der Evakuierung seinen Rücktritt als Außenminister angeboten. Scholz nannte eine Summe von 17 Milliarden Euro als Kosten für den gesamten deutschen Afghanistan-Einsatz. Der als letzter Zeuge geladene ehemalige Leiter des Büros von Außenminister Heiko Maas sagte aus, es sei Ziel des Ministers gewesen, einen geordneten Übergang zu schaffen und das deutsche Engagement erfolgreich abzuschließen, auch wollte Maas die in den 20 Jahren zuvor geschaffenen Strukturen sowie die Stabilisierungsarbeit erhalten. Alle Ortskräfte sollten gleichbehandelt werden. Um so viele Ortskräfte wie möglich nach Deutschland bringen, habe man das Visum an der Grenze ausstellen wollen („Visa-on-Arrival“), doch sei in dieser Frage kein Einvernehmen erzielt worden. Am Abend des 15. August habe Maas entschieden, die Botschaft in Kabul zu evakuieren, so lange wollte er Handlungsfähigkeit vor Ort behalten. Das Botschaftsgelände sollte als Sammelplatz für die zu evakuierenden Personen genutzt und diese von dort geschützt zum Flughafen gebracht werden; dass die Botschaft auch am Flughafen hätte weiterarbeiten können sei zu diesem Zeitpunkt nicht bekannt gewesen.
Die Tagesordnung für die 95. Sitzung des 1. Untersuchungsausschusses der 20. Wahlperiode des Deutschen Bundestags sah am 28. November 2024 die Vernehmung von Gerd Müller (Minister im Bundesministerium für wirtschaftliche Zusammenarbeit und Entwicklung a. D.), Heiko Maas (Minister im Auswärtigen Amt a. D.) und Johannes Geismann (Staatssekretär im Bundeskanzleramt a. D.) als Zeugen vor. Gerd Müller gab an, dass keine Ortskraft der deutschen Entwicklungszusammenarbeit gestorben oder „ernsthaften Bedrohungen“ ausgesetzt gewesen sei. Die Leistungen der Entwicklungszusammenarbeit in Afghanistan bezeichnete er als bleibenden Wert. Heiko Maas sagte dem Ausschuss, er habe seine Entscheidungen „mit bestem Wissen und Gewissen getroffen“, viele Einschätzungen seien aber falsch gewesen, viele Entscheidungen hätten früher getroffen werden müssen, die Nachrichtendienste hätten falsche Prognosen geliefert. Auch hätten die Vereinigten Staaten ihren Abzug ohne Absprachen mit ihren Verbündeten umgesetzt.
Am 5. Dezember 2024 lud der Untersuchungsausschuss Helge Braun (ehemaliger Chef des Bundeskanzleramtes) und Angela Merkel (Bundeskanzlerin a. D.) als Zeugen. Helge Braun nahm den Bundesnachrichtendienst (BND) vor Kritik in Schutz, der BND habe sehr gute Kontakte vor Ort gehabt, sei aber dennoch von der Lageentwicklung am 15. August Lageentwicklung am 15. August überrascht worden. Kanzlerin Merkel sei stets informiert worden, Braun selbst habe früh vom Szenario „Emirat 2.0“ des BND erfahren; die Frage im Ausschuss, ob auch Merkel davon Kenntnis hatte, beantwortete er mit „Am besten fragen Sie sie selbst“. Bezüglich der Ortskräfte habe es verschiedene Lösungsvorschläge aus den Ministerien gegeben, letztlich habe Merkel die Entscheidung herbeigeführt. Angela Merkel bezeichnete bei ihrer Zeugenvernehmung die deutsche Beteiligung an dem Militäreinsatz in Afghanistan als richtig, die Hoffnung, dass dadurch keine weiteren Terrorangriffe von Afghanistan aus geplant werden würden, sei begründet gewesen. Bei den anderen Zielen sei der Einsatz gescheitert. Ursachen seien auch mangelndes kulturelles Verständnis der westlichen Verbündeten, Korruption und Drogenhandel in Afghanistan sowie Fehleinschätzungen der geopolitischen Lage Afghanistans des Einflusses Pakistans. Das Ortskräfteverfahren habe sie immer unterstützt und sich diesbezüglich stets um einen gemeinsamen Konsens im Kabinett, in dem es unterschiedliche Interessenlagen gab, bemüht.

## Ergebnisse

### Paneldiskussion am 14. November 2023
Erste Ergebnisse der Arbeit des Untersuchungsausschusses wurden am 14. November 2023 präsentiert. An diesem Tag fand eine Paneldiskussion des 1. Untersuchungsausschusses der 20. Wahlperiode statt. Dabei stellten die Fraktionen ihre bisherige Arbeit vor, daran nahmen die Abgeordnete des Deutschen Bundestages Jörg Nürnberger, Thomas Röwekamp, Sara Nanni, Ann-Veruschka Jurisch, Stefan Keuter und Clara Bünger teil. An der anschließenden Diskussion unter dem Motto „Der Deutsche Bundestag und vernetzte Auslandseinsätze – welche Verantwortung und Kontrollmöglichkeiten hat ein selbstbewusstes Parlament?“ nahmen Christian Marxsen (Humboldt-Universität zu Berlin), Carlo Masala (Universität der Bundeswehr München), Carolyn Moser (Max-Planck-Institut für ausländisches öffentliches Recht und Völkerrecht), Dirk Peters (Leibniz-Institut Hessische Stiftung Friedens- und Konfliktforschung) sowie André Wüstner (Deutscher Bundeswehrverband) teil.
In der ersten Diskussionsrunde stellten die Obleute der Bundestagsfraktionen ihre Erkenntnisse vor. Nach Thomas Röwekamp und Jörg Nürnberger (SPD) sei Ziel herauszufinden, welche Fehleinschätzungen und falschen politische Entscheidungen es gegeben habe, um diese Fehler künftig zu vermeiden. Laut Ann-Veruschka Jurisch habe das Ressortsystem verhindert, „gemeinsame Lagebilder zu erstellen und gemeinsam zu handeln“. Sara Nanni meinte, dass „in Sachen Ortskräfte [sei] alles schiefgelaufen, was schieflaufen konnte“; Stefan Keuter dagegen sagte, eine Gefahr für Leib und Leben der Ortskräfte habe es nicht gegeben. Jörg Nürnberger warf Angela Merkel und dem Bundeskanzleramt Passivität vor, Thomas Röwekamp hielt dagegen, dass Angela Merkel sich für die Erweiterung des Ortskräfteverfahrens eingesetzt habe, und kritisierte das Auswärtige Amt.
Auf der zweiten Podiumsdiskussion des Tages schlug Christian Marxsen vor, bei Entsendungen der Bundeswehr nicht nur den Deutschen Bundestag, sondern auch das Bundesverfassungsgericht zu fragen. Carlo Masala und Carolyn Moser bewerteten das kritisch. André Wüstner meinte, man müsse das Gastland fragen, was sie denn haben wollen.

### Bundestagsdebatte am 27. September 2024
Anlässlich des dritten Jahrestags der Evakuierungsmission in Afghanistan fand im Deutschen Bundestag am 27. September 2024 eine Vereinbarte Debatte statt. Auch die Mitglieder der Untersuchungsausschusses Sara Nanni, Thomas Röwekamp, Ralf Stegner, Stefan Keuter, Ann-Veruschka Jurisch, Thomas Erndl, Canan Bayram, Jörg Nürnberger und Gülistan Yüksel äußerten sich in dieser Debatte.

### Bundestagsdebatte am 30. Januar 2025
Anlässlich des Abschlusses der Beweisaufnahme war am 30. Januar 2025 eine Vereinbarte Debatte im Bundestag angesetzt. In der Debatte sprachen Ralf Stegner, Thomas Röwekamp, Sara Nanni, Ann-Veruschka Jurisch, Stefan Keuter, Jörg Nürnberger, Thomas Erndl, Canan Bayram, Peter Heidt, Gülistan Yüksel, Nicolas Zippelius, Jamila Schäfer, Clara Bünger und Mechthilde Wittmann.

### Abschlussbericht vom 18. Februar 2025
Der Abschlussbericht des 1. Untersuchungsausschusses der 20. Wahlperiode des Deutschen Bundestags (Drucksache 20/14700) wurde am 18. Februar 2025 an Bundestagsvizepräsidentin Aydan Özoğuz übergeben. Der Bericht umfasst 1410 Seiten.
Im Bericht ziehen die Fraktionen der SPD, CDU/CSU, Bündnis 90/Die Grünen und FDP ähnliche Schlüsse. Da die USA in Doha mit den Taliban allein verhandelte, habe die Bundesregierung keinen Einfluss auf diese Verhandlungen gehabt. Der Bundesregierung sei bewusst gewesen, dass durch den unkonditionierten Zeitpunkt des Truppenabzug ohne nennenswerte Gegenleistung eine Legitimation der Taliban entstanden sei. In den
Versuchen von Bundeskanzlerin Angela Merkel und des Auswärtigen Amtes, das Abkommen noch mit Bedingungen zu verknüpfen, sehen die Fraktionen als einen guten Versuch, der aber ohne Ergebnisse blieb. Die deutschen Planungen für den Rückzug hätten sich dadurch verzögert. Dennoch sei der Abzug der Bundeswehr reibungslos verlaufen. Die Zusammenarbeit der Ressorts in Berlin sei nicht reibungslos verlaufen, eine gemeinsame Lageanalyse der Bundesregierung habe gefehlt. FDP und CDU/CSU schlagen daher die Schaffung eines Nationalen Sicherheitsrats vor, die SPD ein ressortübergreifendes Lagezentrum. Auch bei der Behandlung der Ortskräfte habe es Fehler gegeben. Künftig müsse es vereinfachte Visaverfahren geben.
Die AfD-Fraktion erhebt gegen den Ausschuss selbst Vorwürfe. Sie bezeichnet das Ortskräfteverfahren als „Migrationsmaßnahme“ mit erheblichem finanziellem Folgebelastungen.
Als gemeinsame Erkenntnisse für künftige Missionen hob Aydan Özoğuz hervor:
- Verhandlungen über Einsatz und Abzug müssen mit allen internationalen Partnern gemeinsam geführt werden,
- Einzelinteressen dürfen nicht im Vordergrund stehen,
- eine gemeinsame Lageanalyse ist wichtig,
- ressortübergreifende Zusammenarbeit muss sichergestellt sein.

## Enquete-Kommission
Der Deutsche Bundestag setzte am 8. Juli 2022 auch die Enquete-Kommission Lehren aus Afghanistan für das künftige vernetzte Engagement Deutschlands ein, die sich mit dem deutschen Beitrag zu den internationalen Stabilisierungsmissionen in Afghanistan während des Krieges zwischen 2001 und 2021 befasst.